# Jasper (film)
A Jasper (eredeti cím: Jasper und das Limonadenkomplott) 2008-ban bemutatott német 3D-s animációs játékfilm, amelyet Eckart Fingberg rendezett. Az animációs játékfilm forgatókönyvét John Chambers, Eckart Fingberg és Michael Mädel írta, a zenéjét Florian Tessloff szerezte, producere Sunita Struck. A mozifilm a Amuse Films és a Toons'N'Tales gyártásában készült, a  forgalmazásában jelent meg. Műfaja kalandfilm.
Németországban 2008. október 2-án mutatták be, Magyarországon 2020. április 11-én vetítették le a televízióban.

## Szereplők
| Szereplő      | Eredeti hang           | Magyar hang       |
| ------------- | ---------------------- | ----------------- |
| Jasper        | Malte Arkona           | Borbíró András    |
| Emma          | Maresa Sedlmeir        | Pekár Adrienn     |
| Kakapo        | Rufus Beck             | Szokol Péter      |
| Dr. Block     | Christoph Maria Herbst | Gubányi György    |
| Rolf          | Torsten Lennie Münchow | Renácz Zoltán     |
| Diva          | Christine Leyser       | Nádasi Veronika   |
| Kapitány      | Claus-Peter Damitz     | Péter Richárd     |
| Jasper apja   | Manou Lubowski         | Karácsonyi Zoltán |
| Jasper anyja  | Katrin Fröhlich        | F. Nagy Eszter    |
| Pingvin tanár | Jakob Riedl            | Katona Zoltán     |

## Televíziós megjelenések
M2 